# Municipio de Pleasant View (condado de Tripp)
El municipio de Pleasant View (en inglés: Pleasant View Township) es un municipio ubicado en el condado de Tripp en el estado estadounidense de Dakota del Sur. En el año 2010 tenía una población de 112 habitantes y una densidad poblacional de 1,2 personas por km².

## Geografía
El municipio de Pleasant View se encuentra ubicado en las coordenadas 43°12′18″N 99°43′18″O / 43.20500, -99.72167. Según la Oficina del Censo de los Estados Unidos, el municipio tiene una superficie total de 93.03 km², de la cual 92,82 km² corresponden a tierra firme y (0,22 %) 0,2 km² es agua.

## Demografía
Según el censo de 2010, había 112 personas residiendo en el municipio de Pleasant View. La densidad de población era de 1,2 hab./km². De los 112 habitantes, el municipio de Pleasant View estaba compuesto por el 97,32 % blancos, el 0,89 % eran amerindios y el 1,79 % eran de una mezcla de razas. Del total de la población el 1,79 % eran hispanos o latinos de cualquier raza.